# Nicolás Estévanez Murphy
Nicolás Estévanez Murphy   (Las Palmas de Gran Canaria, 17 de febrer de 1838 - París, 19 d'agost de 1914) fou un poeta, militar i polític canari.

## Biografia
Era fill del capità Francisco de Paula Estévanez i de donya Isabel Murphy y Meade. Molt jove, el 1852, va ingressar en l'Acadèmia d'Infanteria de Toledo i després va participar en la guerra d'Àfrica de 1859-60 on va servir amb distinció pel que li va ser concedida la Creu Llorejada de Sant Ferran.
En 27 de novembre de 1871, estant destinat a Cuba com capità, se li va encomanar que complís la sentència de mort contra vuit estudiants que havien estat condemnats en consell de guerra, però es va negar a complir-la dient que abans que la pàtria estan la humanitat i la justícia. Per aquest motiu va ser expulsat de l'exèrcit, però mai es va penedir del que havia fet. Fins avui existeix una placa a la façana de l'Hotel Anglaterra a l'Havana que recorda el lloc i el fet.
Va participar en la revolució de setembre de 1868, es va unir a la insurrecció republicana de 1869 i va ser empresonat. Posteriorment fou diputat en el parlament i ministre del govern sota Francesc Pi i Margall durant la Primera República Espanyola. De militància republicana (de les faccions més revolucionàries del Partit Republicà Federal), defensà l'autonomia per a Cuba i Canàries, visitant a la presó Secundino Delgado.
Amb la Restauració borbònica marxà a l'exili i residí a Portugal, Cuba i França. És autor de diversos poemes, en els quals trobem un fort sentiment nacionalista canari. També és autor dels llibres Fragmentos de mis memorias i Diccionario militar. El terrorista anarquista Mateu Morral va tenir en Nicolás Estévanez un dels seus principals mentors ideològics, i va escriure una obra titulada Pensamientos revolucionarios de Nicolás Estévanez. Pío Baroja, a les seves Memorias diu que podia haver estat Nicolás Estévanez l'encarregat de transportar des de França a Barcelona, embolicada en una bandera francesa, la bomba amb la qual deu dies després Mateu Morral va intentar posar fi a la vida d'Alfons XIII, el 31 de maig de 1906 en un atemptat del qual els reis van sortir indemnes però que va costar la vida a trenta espectadors.
Va morir el 21 d'agost de 1914 a París.